# Фрам
Фрам (словен. Fram) је насеље и управно средиште општине Раче-Фрам, која припада Подравској регији у Републици Словенији.
По попису из становништва 2011. године, насеље Фрам имало је 1.024 становника.